# Universidade de Homs

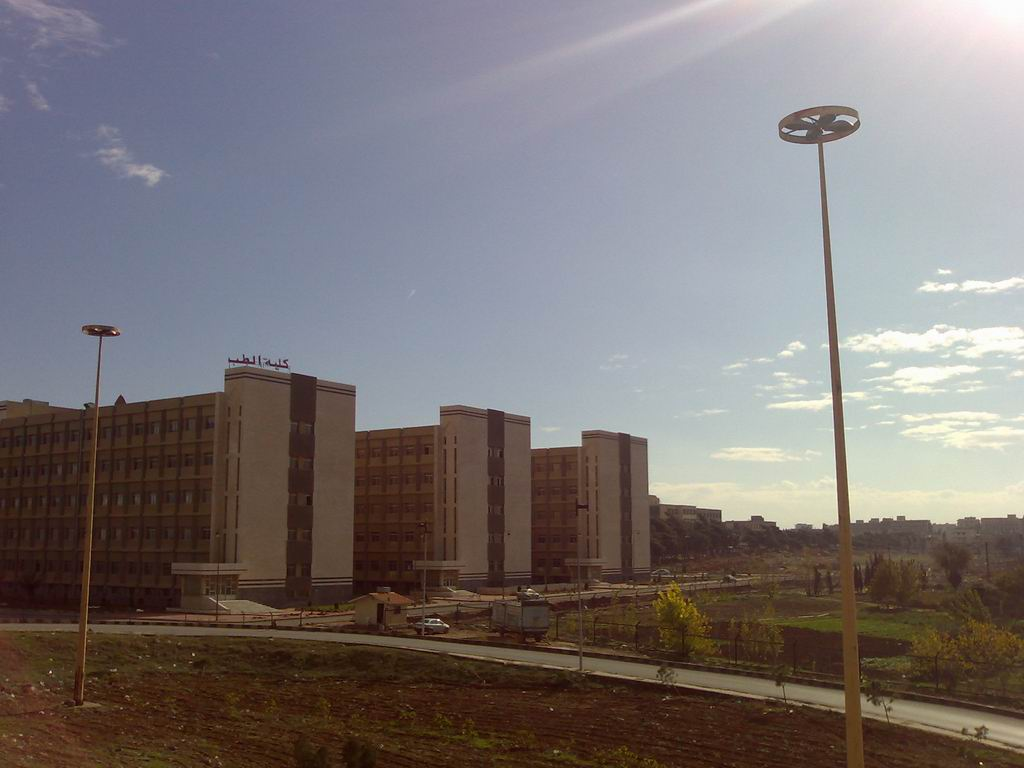
Faculdade de Medicina da Universidade de Homs

Universidade de Homs (em árabe: جامعة حمص), fundada em 1978, é a 4ª maior universidade  da Síria e é uma universidade pública localizada na cidade de Homs, Síria, 180 km ao norte de Damasco (). Ela possui mais de 18 faculdades.